# Chamlang
Chamlang är det näst högst berget i Makalu Baruns nationalpark i Nepal. Toppen ligger på 7 319 meter över havet och ingår i den del av Himalaya som kallas Mahalangur Himal.

## Beskrivning
Chamlang ligger i Solukhumbu- och Sankhuwasabha-distrikten. Närmast belägna berg är Hongku Chuli, Baruntse, Peak 41, Peak 6736 och Amphu med stigande avstånd. Berget är avrinningsområde till Ganges och därigenom till Bengaliska viken. Chamlang placerar sig som 78:e berg på listan över världens högsta bergstoppar.
Berget ingår som del i Makalu Baruns nationalpark i det skyddade Sacred Himalayan Landscape, som huvudsakligen ligger i Nepal, men också sträcker sig in i Sikkim och Darjeeling i Indien.

## Klättringshistorik
Den första bestigningen av berget skedde 1962, av Hokkaido University Mount Chamlang Expedition. Klättarlaget leddes av Dr. Seiki Nakano och bestod i övrigt av Takeo Okamoto, Susumu Koya-yashi, Toshi-kazu Nagamitsu, Hisashi Kukimura, Soh Anma och Yoshihiro Suzuki. Via Birathnagar, Dharan, Dankuta och Gudel tog man sig sedan den svårframkomliga vägen i djup snö till baslägret, dit man anlände den 12 maj. Baslägret var beläget vid Mera Kharta ungefär 4300 m ö.h.
Från läger 4 på 6300 meters höjd skickades Soh Anma och Pasang Putar III vidare mot toppen den 31 maj, vilken de nådda samma dag.
Dr. Seiko Nakano summerade expeditionen sålunda: ”Utrustningens totala vikt var 2,8 ton. Vi förbrukade ungefär 1000 meter rep och 50 meter repstege. Naturligtvis använde vi inte syrgas.”
Expeditionen återvände via en avstickare till Ambu Lapcha, öster om Namche Bazar, och söder om Pankhomagaon och Gudel, till Birathnagar.
En nederländsk expedition med enbart kvinnliga medlemmar besteg Chamlang 1989. Den bestod av Dr. Annet Boom, Myra de Rooy, Janka van Leeuwen, Gerda de Groene, Marjolein Meere och som ledare för expeditionen Frederike Bloemers. Den 10 maj nådde de Groene, Meere och van Leeuwen toppen och dagen efter också de Rooy och Bloemers.